# Odprava Rusov v Paflagonijo
Odprava Rusov v Paflagonijo je bil napad Rusov na mesta v Propontidi (Marmarsko morje) in na obali Paflagonije, ki je bil hkrati prvi znani stik Rusov in Bizantinskega cesarstva. Datum pohoda je vprašljiv, tako kot prepričanje, da sta pohod in rusko-bizantinska vojna leta 860 različna vojaška spopada.

## Odprava
Ekspedicija je dokumentirana v Življenju svetega Jurija Amastridskega, hagiografskem delu, ki Ruse opisuje kot "ljudstvo, vsem znano po svojem barbarstvu, divjosti in okrutnosti". Besedilo pravi, da so napadli Propontido, a so verjetno ciljali na Konstantinopel, preden so se obrnili proti vzhodu in napadli Paflagonijo. Napad se je zgodil kmalu po smrti sv. Jurija, ki je umrl okoli leta 806. Ko so napadli Amastrido, je priprošnja k sv. Juriju pomagala prebivalcem, da so preživeli napad. Mnogi menijo, da je opis najzgodnejša omemba prihoda Rusov v jugovzhodno Evropo. Kasnejša, a nezanesljiva poročila, pravijo, da so na mejo Bizantinskega cesarstva prišli že prej. Življenje sv. Štefana Sugdejskega, delo slovanskega avtorja v 15. stoletja, omenja invazijo v 790. letih, ki jo je vodil nek Bravlin. Rusi so takrat domnevno opustošili Krim. V grški različici besedila pustošenje Krima ni omenjeno.

## Datum odprave
Datiranje Življenja svetega Jurija Amastridskega je izjemnega pomena za datiranje paflagonske odprave. Nastanek življenjepisa ali njegovih delov je datiran v 9. ali 10. stoletje, zato vprašanje datuma odprave še zdaleč ni rešeno. Vasilij Vasiljevski, ki je leta 1893 prvi objavil besedilo, ga je pripisal bizantinskemu kleriku in piscu Ignaciju Diakonu (ok. 775–ok. 848). V skladu s tem je menil, da se je napad zgodil v obdobju ikonoklazma, se pravi pred letom 842, sam pa ga je datiral v leta 825–830.  
Sanbertinski letopisi omenjajo, da je okoli leta 838 skupina odposlancev cesarju Teofilu v Konstantinoplu izročila pismo, v katerem se sami omenjajo kot Rusi. Ker pot, po kateri so prišli, ni bila varna, so upali, da bodo dobili soglasje Frankov za potovanje domov preko Nemčije. Odposlanci se v drugih virih ne omenjajo, potek dogodkov pa kaže, da se napad na Paflagonijo takrat še ni zgodil. Dogodki v Življenju svetega Jurija Amastridskega bi torej lahko bili povezani z napadom na Konstantinopel leta 860. 
Konstantin Zuckerman zagovarja datiranje plenjenja Amastrisa v 830. leta in meni, da je bila ruska delegacija v Konstantinoplu leta 838, omenjena v Sanbertinskih letopisih, poskus sklenitve miru z Bizantinskim cesarstvom.
Nekateri zgodovinarji so prepričani, da se je napad zgodil že leta 818 ali 819. Glede na to, da je dogodek omenjen v enem samem rokopisu iz 10. stoletja, je natančen datum dogodkov težko določiti.